# Lasuntay Film

## Film Lasuntay
Lasuntay es una película peruana de corte cultural y ambiental, dirigida por León Cáceres Torres y producida por Nemfiius Films en colaboración con Coriwasi Films. Ambientada en la década de 1970, la obra narra una historia que reflexiona sobre la relación del ser humano con la naturaleza y las tradiciones ancestrales andinas. A través de una estética cuidada y escenarios reales del Perú, Lasuntay busca sensibilizar al público sobre la preservación del medio ambiente y el valor del patrimonio cultural.

## Lasuntay

Primer afiche de la película Lasuntay 2022

Lasuntay es una película peruana de ficción ecológica y cultural, escrita y dirigida por Leonidas Eduardo Cáceres Torres, también conocido como León Cáceres. Fue producida por las casas independientes Nemfius Films y Coriwasi Films, y se estrenó en el año 2025. Es beneficiaria de las lineas de apoyo para la cultura del año 2020, otorgada por el Ministerio de Cultura del Peru.

### Sinopsis
La película narra la historia de una comunidad andina en la región de Huancayo que lucha por preservar sus recursos hídricos, su cultura ancestral y su idioma quechua frente a la amenaza de la contaminación ambiental y el abandono estatal. A través del viaje de sus protagonistas, Italo Cáceres y otros personajes locales, Lasuntay pone en diálogo la medicina tradicional con la moderna, en un contexto de resistencia ecológica y espiritual.

### Temáticas
Lasuntay aborda diversos temas sociales y medioambientales:
- La contaminación de ríos, lagunas y manantiales altoandinos.
- La importancia del agua como recurso vital y sagrado.
- La medicina ancestral y su valor en la identidad cultural wanka.
- El conflicto entre la tradición y la modernidad.
- La defensa del idioma quechua Wanka Limay frente a su desaparición.

### Producción
El filme fue grabado con tecnología semi-profesional, incluyendo cámaras como la Canon XL1S y la Blackmagic producion cinema 4k, en locaciones naturales de los Andes centrales del Perú. La producción se desarrolló con el apoyo de artistas y técnicos locales.

### Reparto
- Italo Cáceres Torres
- Carmen Galarza Ramos
- Fergie Parraga Lopez
- Leon Caceres Torres (Leonidas Eduardo Caceres Torres)
- Victor Vilcahuaman
- Mirian Ramos
- Eliazar Ruiz

- Milusca Rudas
- Otros actores y actrices de la región de Junín

### Recepción
Aunque se trata de una producción independiente, Lasuntay ha sido bien recibida en espacios de cine alternativo y ambiental. Fue difundida a través de blogs especializados como Fiel al Arte, del periodista e investigador César Pereyra, y presentada en diversas muestras culturales de la región.

### audiovisual.peexternos
https://www.facebook.com/peliculalasuntay/
https://estimuloseconomicos.cultura.gob.pe/sites/default/files/concursos/archivos/2018%20Est%C3%ADmulo%20Alternativo%20-%20Finalistas%20al%20Pitch.pdf
https://www.facebook.com/share/p/1C5Bo9f1gB/
https://www.tiktok.com/@leoncacerestorres/photo/7518634802929585464
nemfius